# صالح الحناكي
صالح محمد الحناكي (7 يونيو 1979 -) هو ممثل سعودي 

## حياته ونِشأته
ولد في محافظة الرس، وعرفه الجمهور بشكل أكبر في دوره بمسلسل كلنا عيال قرية عام 2008.

## مسيرته
شارك في بعض الأعمال الفنية في بدايته من مسرح الكلية، ثم مسرح إدارة التعليم بداية في المسرح عام 2000، وحصل على أفضل ممثل أول في مهرجان إدراة التعليم في كلنا عيال قرية وفيلم سالم وغانم وأخيراً مسلسل طاش ما طاش 17.

## أعماله

### المسرحيات
- شموخ
- التمثال
- السفينة
- دبش 111
- البرواز
- كركره

### المسلسلات
- كلنا عيال قرية (2008)
- طاش ما طاش 17 (2010)
- طاش ما طاش 18 (2011)
- الملقوف (2011)

مسلسل زمن الريال
- ضرب الرمل 2020

## جوائز
- أفضل ممثل أول عام 2000
- درع تميز 2002
- أفضل ممثل ثاني عام 2003